# Mariano Cánepa
Mariano Andrés Cánepa (* 7. Mai 1987 in Villa Ballester) ist ein argentinischer Handballspieler.

## Karriere

### Verein
Der 1,87 m große Kreisläufer spielte während seiner gesamten Laufbahn nur für Club Sociedad Alemana de Gimnasia de Villa Ballester. Mit dem Team aus Villa Ballester gewann er im Torneo Metropolitano die Clausura 2013, die Apertura 2014, die Clausura 2014 und die Apertura 2016. Im Torneo Nacional war er 2012, 2015 und 2017 erfolgreich. 2017 gewann man das Súper 4, den argentinischen Pokal.

### Nationalmannschaft
Mit der argentinischen Nationalmannschaft gewann Cánepa 2010 und 2012 die Goldmedaille bei der Panamerikameisterschaft sowie 2022 die Goldmedaille und 2010 und 2014 die Silbermedaille bei den Südamerikaspielen. Mit Argentinien gewann er 2023 die Goldmedaille bei den Panamerikanischen Spielen.
Außerdem nahm er an den Olympischen Spielen 2012 (10. Platz) sowie der Weltmeisterschaft 2011 (12. Platz) teil.

## Privates
Sein Bruder Santiago ist ebenfalls Handballnationalspieler.